# Soyuz TM-21
Soyuz TM-21 foi a 21ª expedição à Mir, lançada em março de 1995. Foi composta de dois cosmonautas russos e um astronauta norte-americano, que formaram a equipe da missão Mir-18 na estação espacial.

## Tripulação
Lançados
| Posição                | Tripulante        | Duração          | Pousou na |
| ---------------------- | ----------------- | ---------------- | --------- |
| Comandante             | Vladimir Dezhurov | 115d 08h 43m 00s | STS-71    |
| Engenheiro de voo      | Gennady Strekalov | 115d 08h 43m 00s | STS-71    |
| Cosmonauta-pesquisador | Norman Thagard    | 115d 08h 43m 00s | STS-71    |

Aterrissaram
| Posição           | Tripulante       | Duração         | Lançou na |
| ----------------- | ---------------- | --------------- | --------- |
| Comandante        | Anatoly Solovyev | 75d 11h 20m 21s | STS-71    |
| Engenheiro de voo | Nikolai Budarin  | 75d 11h 20m 21s | STS-71    |

## Parâmetros da Missão
- Massa: 7 150 kg
- Perigeu: 201 km
- Apogeu: 247 km
- Inclinação: 51.65°
- Período: 88.7 minutos

## Pontos altos da missão
A Soyuz TM-21 foi uma nave para transporte de cosmonautas que foi lançada do Cosmódromo de Baikonur para se acoplar à estação espacial Mir. Ela se juntou à Mir em 16 de Março de 1995. O astronauta americano a bordo foi trazido à Terra após um ônibus espacial ter chegado na estação em Junho de 1995.